# Модуль (алгебрична теорія чисел)
В алгебричній теорії чисел, модулем (також циклом, чи розширеним ідеалом) називається формальний добуток простих ідеалів (скінченних чи нескінченних) глобального поля (тобто алгебричного числового поля чи глобального поля функцій). Модулі, зокрема, є важливими для дослідження розгалуження в абелевих розширеннях глобальних полів. глобальне поле.

## Означення
Нехай K — глобальне поле з кільцем цілих чисел R.  Модулем називається формальний добуток 
{\displaystyle \mathbf {m} =\prod _{\mathbf {p} }\mathbf {p} ^{\nu (\mathbf {p} )},\,\,\nu (\mathbf {p} )\geq 0}
де добуток береться по всіх скінченних чи нескінченних простих ідеалах p поля K, степені ν(p) є рівними нулю за винятком скінченної кількості p. Якщо K є числове поле, ν(p) = 0 чи 1 для дійсних нескінченних простих ідеалів і ν(p) = 0 для комплексних. Якщо K є полем функцій, ν(p) = 0 для всіх нескінченних простих ідеалів.
У випадку полів функцій, модуль це те саме, що ефективний дивізор.
Модуль задає відношення еквівалентності на множині ненульових елементів поля K. Якщо a і b є елементами K×, означення a ≡∗b (mod pν) залежить від типу простого ідеалу p:
- Якщо p є скінченним, то

{\displaystyle a\equiv ^{\ast }\!b\,(\mathrm {mod} \,\mathbf {p} ^{\nu })\Leftrightarrow \mathrm {ord} _{\mathbf {p} }\left({\frac {a}{b}}-1\right)\geq \nu }
де ordp позначає нормалізоване нормування для простого ідеалу p;
- Якщо p є дійсним (для числового поля) і ν = 1, то

{\displaystyle a\equiv ^{\ast }\!b\,(\mathrm {mod} \,\mathbf {p} )\Leftrightarrow {\frac {a}{b}}>0}
для вкладення в поле дійсних чисел асоційоване з p.
- Для інших нескінченних простих ідеалів жодних умов немає.

Тоді для модуля m, a ≡∗b (mod m) якщо a ≡∗b (mod pν(p)) для всіх p such that ν(p) > 0.

## Група променевих класів
Променем за модулем m називається 
{\displaystyle K_{\mathbf {m} ,1}=\left\{a\in K^{\times }:a\equiv ^{\ast }\!1\,(\mathrm {mod} \,\mathbf {m} )\right\}.}
Модуль m розкладається на два підмодулі, mf і m∞ — добуток скінченних і нескінченних простих ідеалів відповідно.
Для модуля m через Im позначимо:
- якщо K є числовим полем, підгрупу групи дробових ідеалів, що породжується ідеалами взаємно простими з mf;[3]
- якщо K є полем функцій алгебричної кривої над k, групу дивізорів, раціональних над k, із носієм за межами m.[7]

В обох випадках, існує гомоморфізм груп i : Km,1 > Im для якого образом елемента a є головний ідеал (відповідно дивізор) (a).
група променевих класів modulo m є факторгрупою Cm = Im/i(Km,1). Клас суміжності i(Km,1) називається променевим класом за модулем m.
Перше означення характеру Геке можна інтерпретувати в термінах характерів групи променевих класів для деякого модуля m.

### Властивості
Коли K є числовим полем, виконуються такі властивості.
- Коли m = 1, група променевих класів є рівною групі класів ідеалів.
- Група променевих класів є скінченною її порядок завжди ділиться на порядок групи класів ідеалів K.